# Мучинга (провінція)
Мучинга (англ. Muchinga Province) — одна з 10 провінцій Замбії. Адміністративний центр — місто Чінсалі. Назва провінції походить від гір Мучинга.

## Географія
Вона розташованау північно-східній частині країни і межує з Танзанією на півночі, Малаві на сході, Східна провінція на півдні, Центральна провінція на південному заході, Луапула на заході, і Північна провінція на північному заході.

## Історія
Створення провінції було оголошено президентом Майклом Сата в жовтні 2011 року. Парламент схвалив створення провінції на більш пізньому етапі.
Провінція спочатку складалася з п'яти районів. Район Чама був переведений зі Східної провінції, а інші чотири району були передані з північної провінції. У 2013 році був створений район Мафінга був створений шляхом виділення з округу Ісока.